# The Red Jumpsuit Apparatus
The Red Jumpsuit Apparatus er et amerikansk rockband dannet i 2003 i Florida. Bandet består af Ronnie Winter (forsanger), Joey Westwood (bas), Josh Burke (leadguitar), Randy Winter (guitar) og John Espy (trommer). De har udgivet fem studiealbums.

## Historie
The Red Jumpsuit Apparatus begyndte som et lokalt band i Middleburg, syd for Jacksonville i Florida. Ifølge bandets hjemmeside blev navnet udvalgt ved at placere tilfældige ord på en væg, hvorefter bandmedlemmerne fik bind for øjnene og udvalgte tre ord. Resultatet blev Red Jumpsuit Apparatus. 
Bandet udgav sin første demo The Red Jumpsuit i 2005. De lavede flere demoversioner af numrene "Ass Shaker" "Justify" og "Face Down", og i 2006 udkom deres første album Don't You Fake It med singlerne "Face Down", "False Pretense", "Your Guardian Angel" og "Damn Regret". Albummet blev en succes med mere end 500.000 solgte eksemplarer, og bandet modtog en platinplade fra den amerikanske pladeindustri RIAA.
I februar 2007 deltog bandet som hovednavn i US Take Action Tour, der blev organiseret med det formål at forhindre ungdomsselvmord, sammen med bands som My Chemical Romance og Rise Against. 
I 2007 udgav bandet en deluxe-udgave af Don't You Fake It med blandt andet to eksklusive numre; en akustisk version af "Face Down" samt et ikke tidligere udgivet bonusnummer ("Disconnected").

## Udgivelser
- Don't You Fake It (2006)
- Lonely Road (2009)
- Am I the Enemy (2011)
- 4 (2014)
- The Awakening (2018)